# Santa Ana (Cagayan)
Santa Ana è una municipalità di terza classe delle Filippine, situata nella Provincia di Cagayan, nella Regione della Valle di Cagayan.
Santa Ana è formata da 16 baranggay:
- Batu-Parada
- Casagan
- Casambalangan (Port Irene)
- Centro (Pob.)
- Diora-Zinungan
- Dungeg
- Kapanikian
- Marede
- Palawig
- Patunungan
- Rapuli (Punti)
- San Vicente (Fort)
- Santa Clara
- Santa Cruz
- Tangatan
- Visitacion (Pob.)